# Kuradisild
Le pont du Diable  (en estonien : Kuradisild) est un pont construit sur Toomemägi à Tartu en Estonie.

## Présentation
Le pont du Diable est un édifice en béton de couleur sombre qui a été construit en 1913 pour le 300ème anniversaire de la Maison Romanov.
Le pont du diable est l'un des rares ponts en béton conservés du début du XXe siècle, l'un des symboles de Tartu avec son jumeau le Pont de l'Ange.
L'élégant pont repose sur deux arcs porteurs élancés à l'aide de culées.
Le parapet est massif.
Le pont est sous protection patrimoniale, au registre national des monuments culturels sous le numéro 6891.[1]

## Histoire
En 1809, un premier pont a été construit à l'emplacement actuel du pont du diable, le pont en bois de style néo-gothique à arcs brisés a été construit en 1808 selon les plans de Johann Wilhelm Krause, architecte et professeur de l' Université de Tartu.
Le deuxième pont en arc a été construit en 1841-1844 et était relativement similaire à l'actuel.
En 1913, pour le 300ème anniversaire de la dynastie Romanov, le pont en béton actuel a été achevé selon les plans de Arved Eichhorn l'architecte de la ville de Tartu.
Le jubilé des Romanov est commémoré par le relief en bronze d'Alexandre Ier réalisé par Constanze von Wetter-Rosenthal et l'inscription « Alexandro Primo » sur le parapet du pont du côté Kassitoome.

## Étymologie
Au début, le pont s'appelait le pont Alexandre (en allemand : Alexander-Brücke).
L'origine du nom pont du diable n'est pas claire. Le nom peut provenir du contraste avec le Pont de l'Ange  plus lumineux situé à proximité.
D'autres hypothèses ont été proposées dans la littérature scientifique, dont la raison pourrait être le nom du professeur de médecine et chirurgien Werner Zoege von Manteuffel (allemand : Teufel - diable en allemand) du responsable de la construction du pont.
Un troisième hypothèse serait la similitude du pont avec le pont Teufelsbrück (pont du diable en allemand) traversant la rivière Reuss.

## Galerie

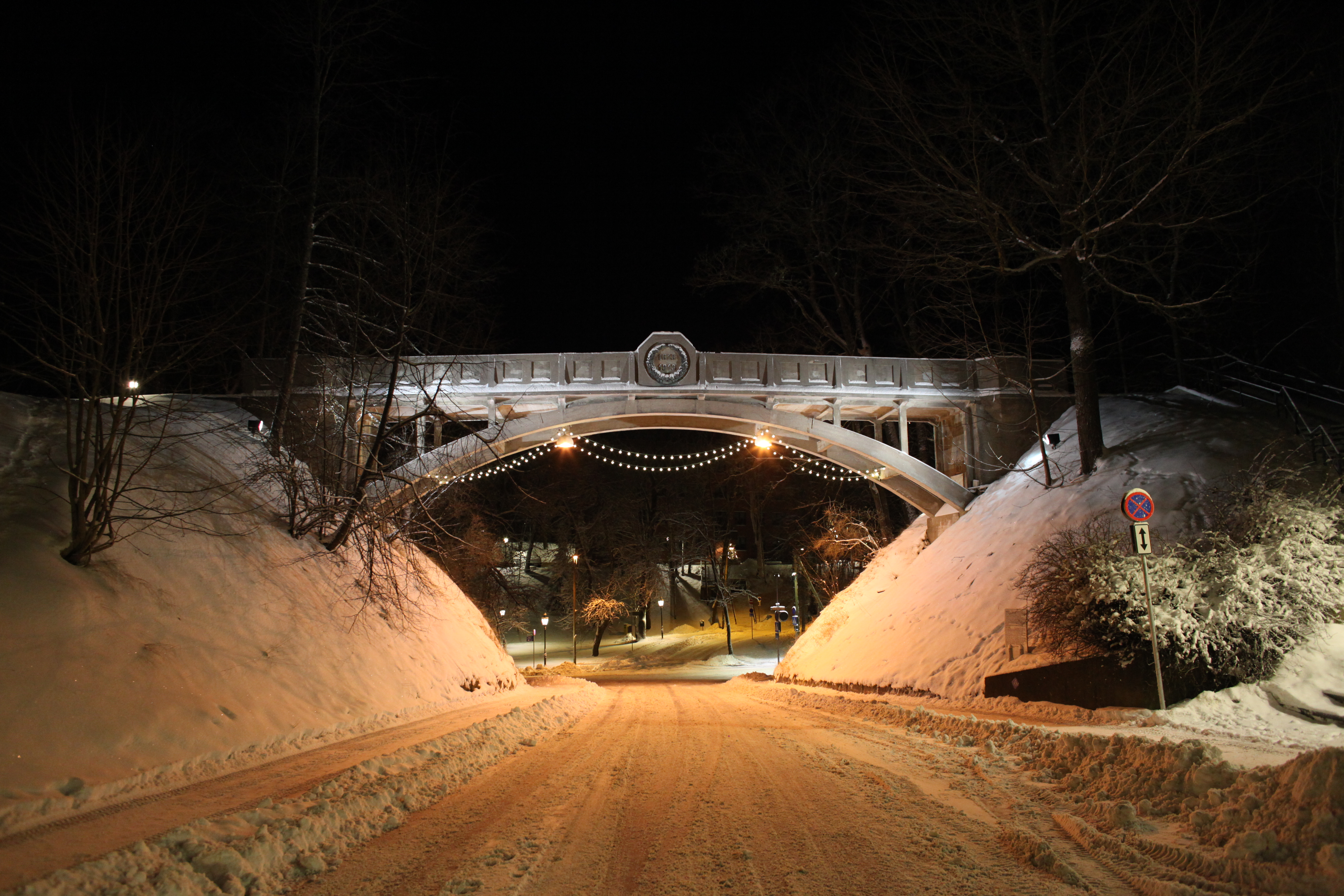
Noël 2021.
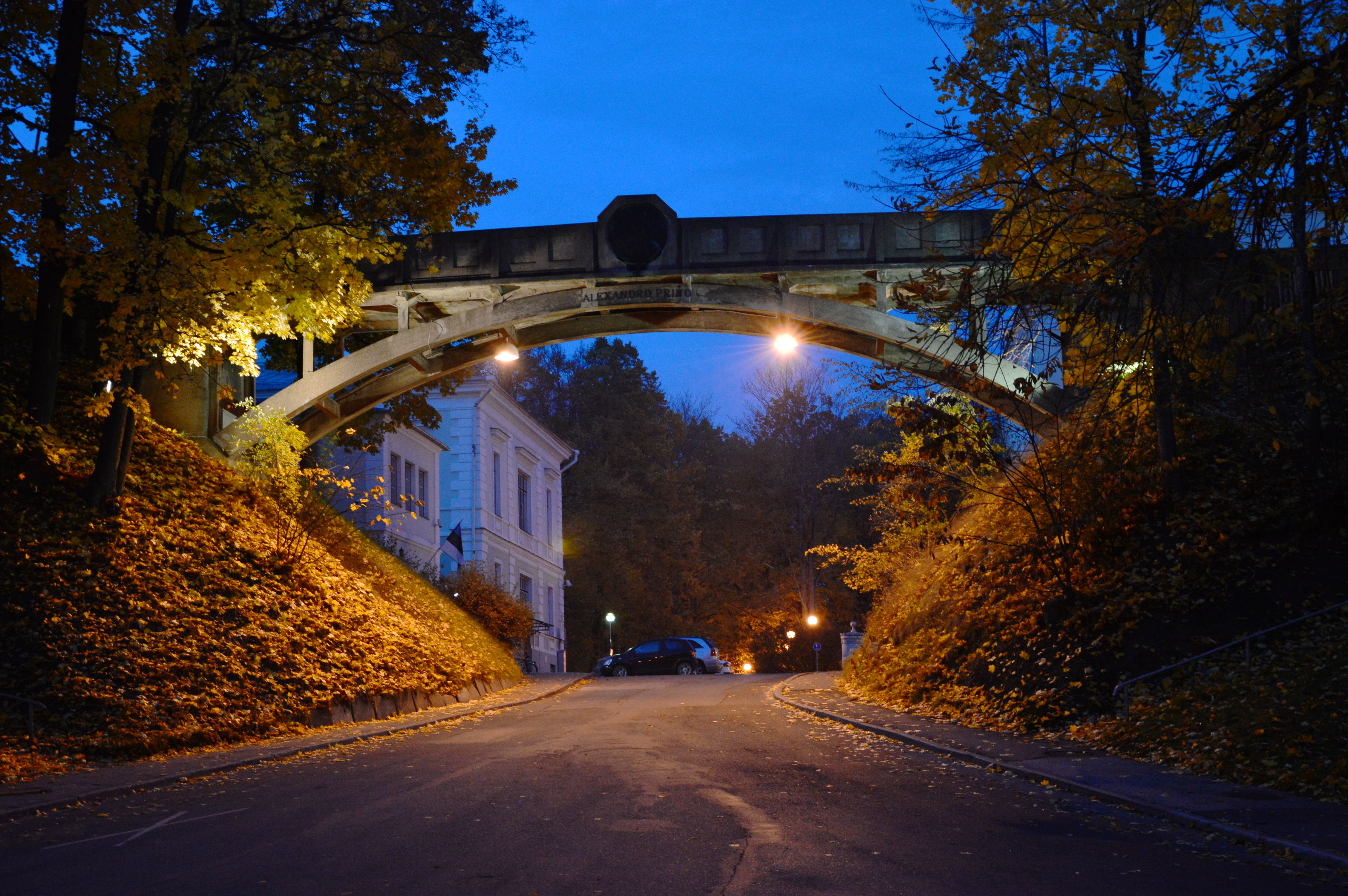
Un soir d'automne 2013.
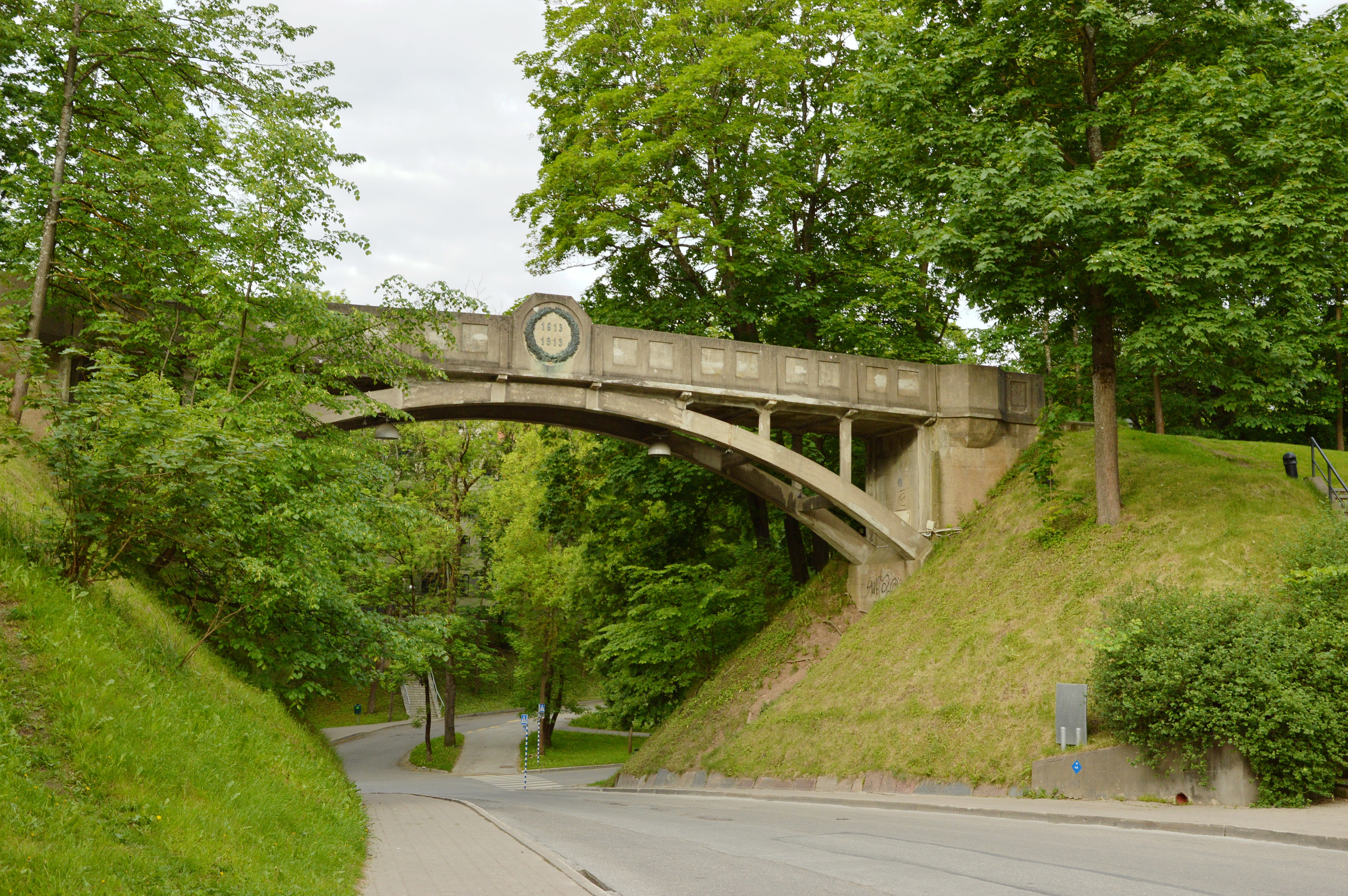
Du côté de Toomemägi au petit matin.
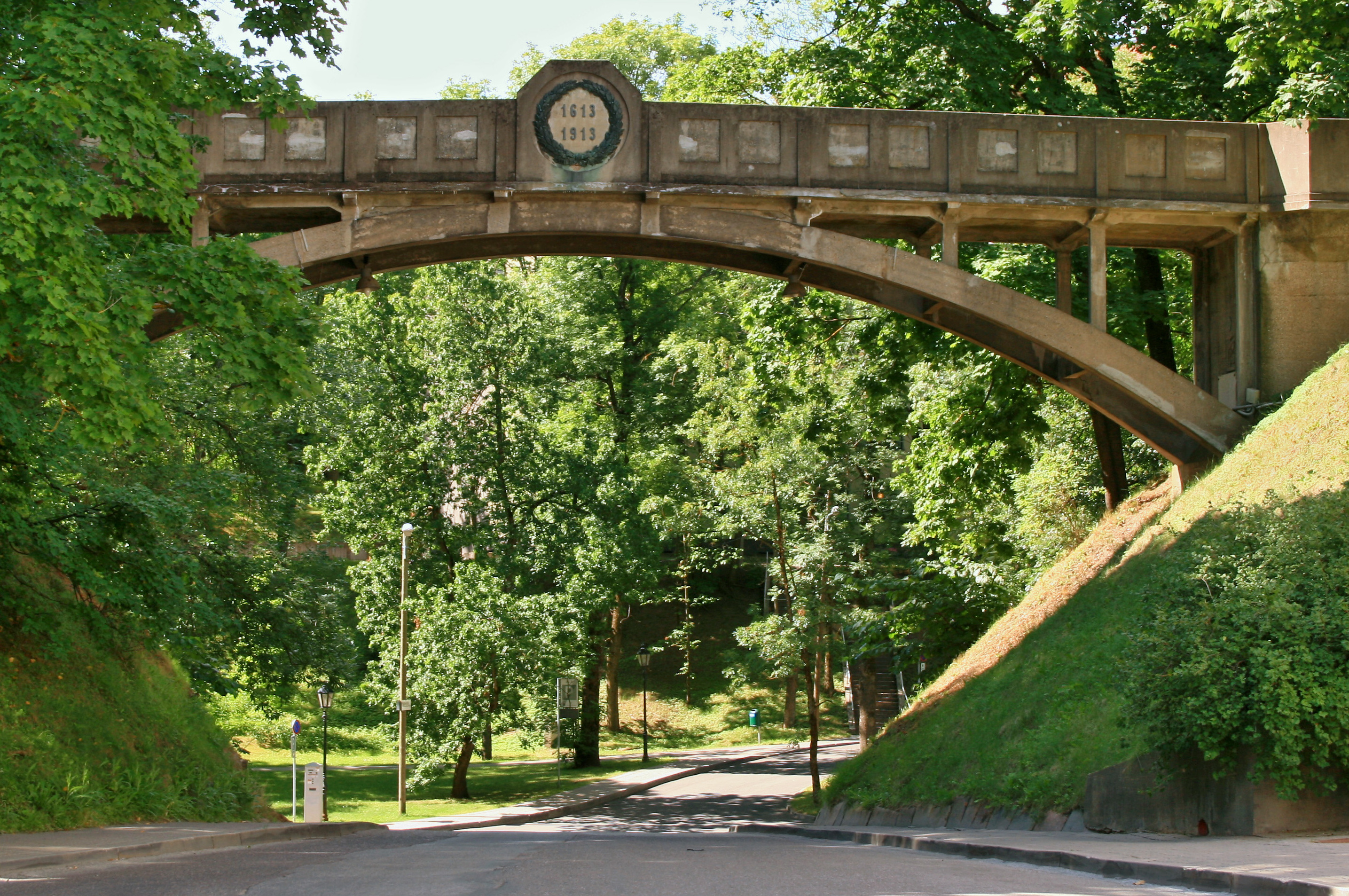
2010.